# Megalurus albolimbatus
Megalurus albolimbatus е вид птица от семейство Locustellidae. Видът е световно застрашен, със статут Уязвим.

## Разпространение
Видът е разпространен в Индонезия и Папуа Нова Гвинея.